# 赫拉比夫 (里夫內區)
50°43′32″N 26°6′31″E / 50.72556°N 26.10861°E

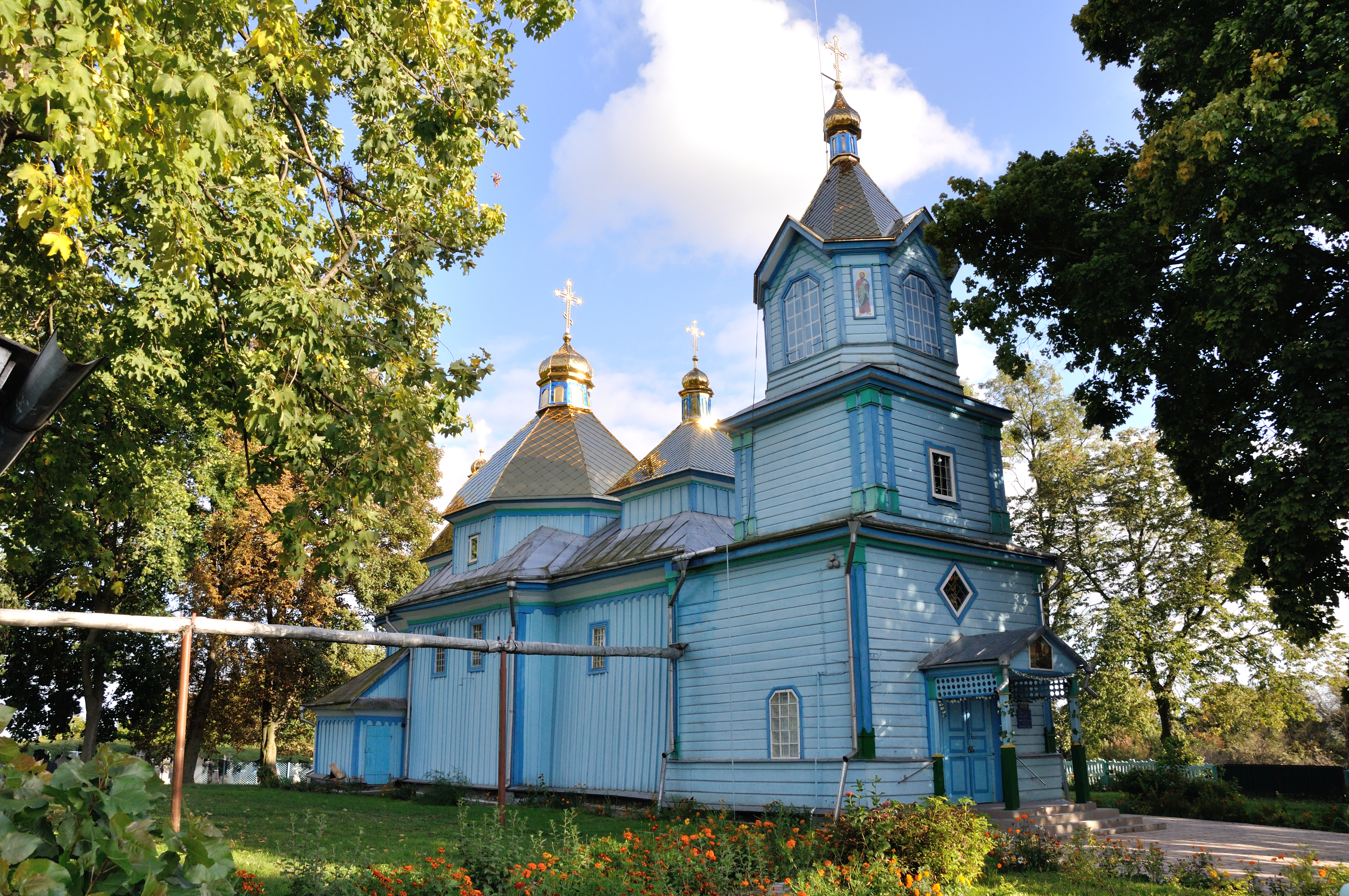
教堂

赫拉比夫（烏克蘭語：Грабів），是烏克蘭西北部里夫内州里夫内区佐里亚市镇的村落。始建於1577年，面積0.98平方公里，海拔高度192米，2001年人口1,314，人口密度每平方公里1,340.8人。